# Tiquipaya (Cochabamba)
Tiquipaya is een plaats in het departement Cochabamba in Bolivia. Het is de hoofdplaats van de gemeente Tiquipaya in de provincie Quillacollo. 